# Disney's Yacht Club Resort
Le Disney's Yacht Club Resort est un hôtel du complexe de Walt Disney World Resort qui a ouvert le 5 novembre 1990 et comprend 635 chambres et 30 suites. Il fait partie d'un complexe d'hôtels, le Disney's Yacht & Beach Club Resort.

## Le thème
Le complexe hôtelier permet de revivre dans une station balnéaire de la côte est des États-Unis, principalement les ports de la Nouvelle-Angleterre durant les années 1880 avec un bâtiment de couleur bleu et blanc.
Cette partie est située à l'ouest du complexe du Disney's Yacht & Beach Club Resort. Côté lac, le hall donne sur une cour qui se prolonge par le ponton et son phare. La cour située ensuite à l'ouest accueille un kiosque, plutôt une folie (gazebo), pour des mariages au bord d'un port, celui de la marina qui donne son nom à l'hôtel. Derrière le bâtiment une petite piscine existe avec, depuis 2002, un terrain de tennis.

## Les bâtiments
Les deux hôtels de cinq étages sont reliés par un bâtiment hébergeant les restaurants et boutiques. Derrière cette jonction un centre de congrès a été construit au-dessus d'un canal délimitant au nord le complexe et le séparant des parkings. Au sud le complexe donne sur le Crescent Lake et fait face au Disney's BoardWalk. Tout l'ensemble (de même que le BoardWalk) est l'œuvre de l'architecte Robert AM Stern.

## Les services de l'hôtel

### Les chambres
Les chambres et suites sont spacieuses et décorées avec des motifs nautique ou de plage.
- Les chambres peuvent accueillir au maximum 5 personnes. Elles comprennent une grande salle de bains, un espace de toilette séparé et un balcon lumineux. Les prix en 2005, d'après le site officiel, pour une nuit débutent à partir de :
  - 470 $ pour les chambres avec vue sur le lagon, les jardins ou la forêt.
  - 345 $ pour les chambres avec vue sur le canal ou une piscine (Water/Pool View
  - 289 $ pour la chambre standard

Il est possible d'avoir une chambre plus large avec l'option Deluxe à partir de 455 $.
- Les suites peuvent accueillir jusqu’à 8 personnes.
  - Suite une chambre (495 $) pour 3
  - Suite Nantucket (760$) pour 2 avec une salle de bains et une douche
  - Suite deux chambres (1 135$) pour 8
  - Suite présidentielle (1 560$) pour 6, avec deux chambres, un salon, un bureau, une salle à manger, un bar, un jacuzzi et un plus grand balcon.

### Les restaurants et bars
- Yacht Club Galley est le restaurant situé dans le Yacht Club entre le hall de cet hôtel et la partie commune. Il donne sur Stormalong Bay. Il propose à la carte des plats américains traditionnels dans une ambiance de café-restaurant.
- Ale and Compass est un bar situé dans le hall du Yacht Club qui sert des cafés et autres boissins pour se détendre après les visites de la journée.
- Crew's Cup est un bar avec un grand assortiments de bières à côté Yachtsman Steakhouse.
- Martha's Vineyard est une brasserie qui sert des vins américains et internationaux au verre ou à la bouteille. Il est situé à côté du Beaches & Cream Soda Shop.
- Rip Tide est un bar situé dans le hall du Yacht Club qui sert des vins, et des cocktails.

### Les boutiques
- Fittings & Fairrings, Clothes & Notions est une boutique tout en un, avec des vêtements, des objets et des peluches Disney ou sur le thème des bateaux. Elle est située juste à droite du hall du Yacht Club et donne sur la seconde cour avec le kiosque.

### Les activités possibles
Voir complexe